# HSD11B1L
HSD11B1L (англ. Hydroxysteroid 11-beta dehydrogenase 1 like) – білок, який кодується однойменним геном, розташованим у людей на короткому плечі 19-ї хромосоми. Довжина поліпептидного ланцюга білка становить 315 амінокислот, а молекулярна маса — 34 288.
| 10         |  | 20         |  | 30         |  | 40         |  | 50         |
| ---------- |  | ---------- |  | ---------- |  | ---------- |  | ---------- |
| MKVLLLTGLG |  | ALFFAYYWDD |  | NFDPASLQGA |  | RVLLTGANAG |  | VGEELAYHYA |
| RLGSHLVLTA |  | HTEALLQKVV |  | GNCRKLGAPK |  | VFYIAADMAS |  | PEAPESVVQF |
| ALDKLGGLDY |  | LVLNHIGGAP |  | AGTRARSPQA |  | TRWLMQVNFV |  | SYVQLTSRAL |
| PSLTDSKGSL |  | VVVSSLLGRV |  | PTSFSTPYSA |  | AKFALDGFFG |  | SLRRELDVQD |
| VNVAITMCVL |  | GLRDRASAAE |  | AVRSSTSRPR |  | QPEHRGVPLQ |  | SQTAMFLPPT |
| VPGARTLTET |  | PLRGWPQPKM |  | KSSRQKSKTE |  | KNDGHLEPVT |  | AWEVQVPRVR |
| RLCRGLARPH |  | LFGHD      |  |            |  |            |  |            |

A: Аланін

C: Цистеїн

D: Аспарагінова кислота

E: Глутамінова кислота

F: Фенілаланін

G: Гліцин

H: Гістидин

I: Ізолейцин

K: Лізин

L: Лейцин

M: Метіонін

N: Аспарагін

P: Пролін

Q: Глутамін

R: Аргінін

S: Серин

T: Треонін

V: Валін

W: Триптофан

Кодований геном білок за функцією належить до оксидоредуктаз. 
Задіяний у такому біологічному процесі, як альтернативний сплайсинг. 
Білок має сайт для зв'язування з НАДФ. 
Секретований назовні.